# Machlolophus nuchalis
El carbonero nuquiblanco (Machlolophus nuchalis) es una especie de ave paseriforme de la familia Paridae endémica de la India, donde se encuentra en las sabanas secas y zonas de matorral espinoso en dos poblaciones disjuntas, en el este y sur respectivamente. 
Es una especie difícil de confundir por su patrón de color blanco y negro, sin gris en las alas y la espalda como el carbonero indio, con el que coincide parcialmente. El área de distribución de la especie está muy fragmentada a causa de la actividad humana, lo que lo hace vulnerable a la extinción por la escasez de hábitats de cría.

## Taxonomía

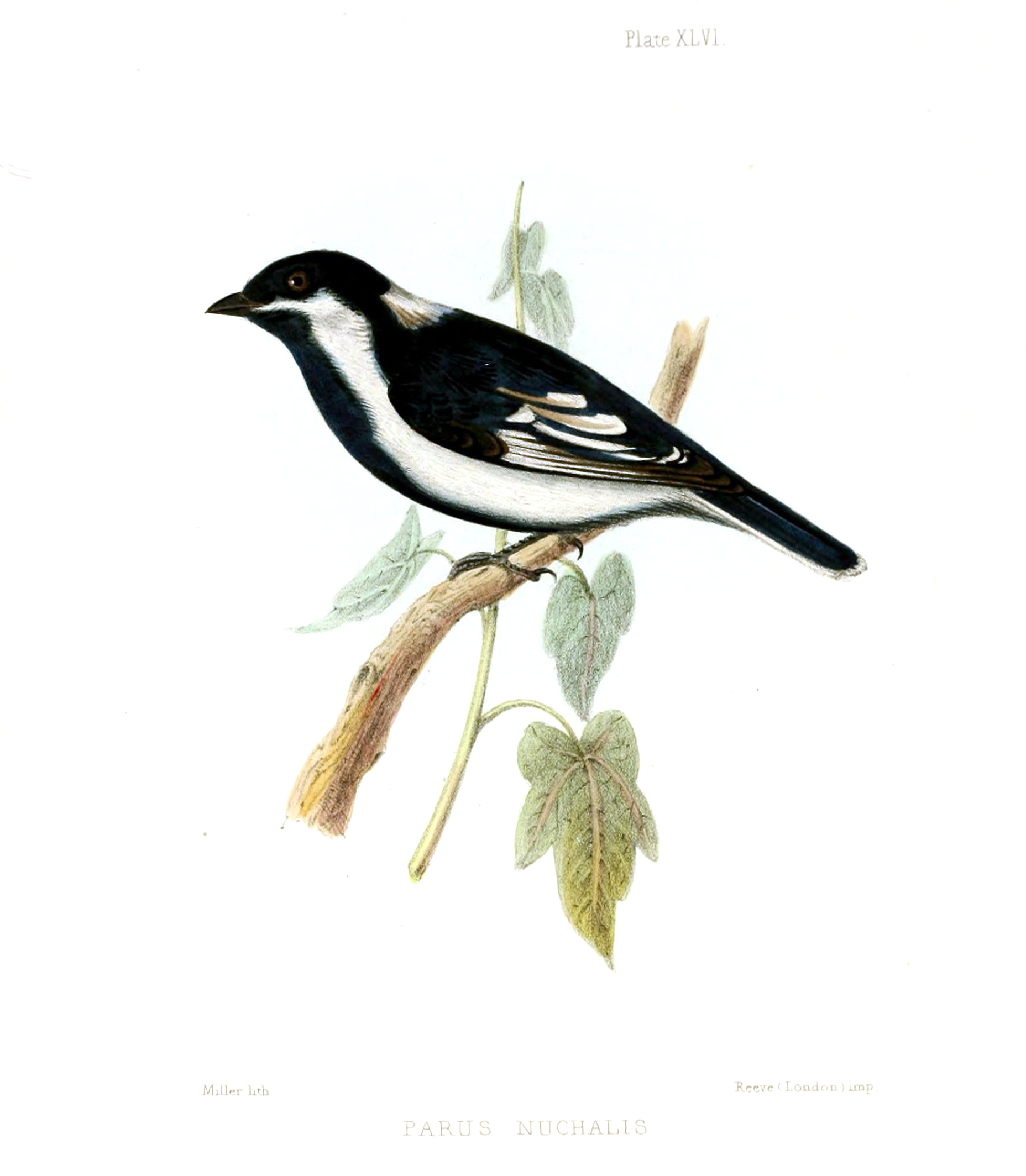
En Ilustraciones de Ornitología India de Jerdon (1847).

Fue descrito científicamente por el zoólogo británico Thomas Caverhill Jerdon en 1845 como Parus nuchalis. Su nombre específico nuchalis significa en latín «de la nuca», en referencia a su mancha blanca en esa parte. Por su parte el nombre del género, Parus, es el nombre del carbonero también en latín. En 2013 se trasladó al género Machlolophus tras un estudio filogenético publicado ese año que mostró que este nuevo género formaba un clado.

## Descripción

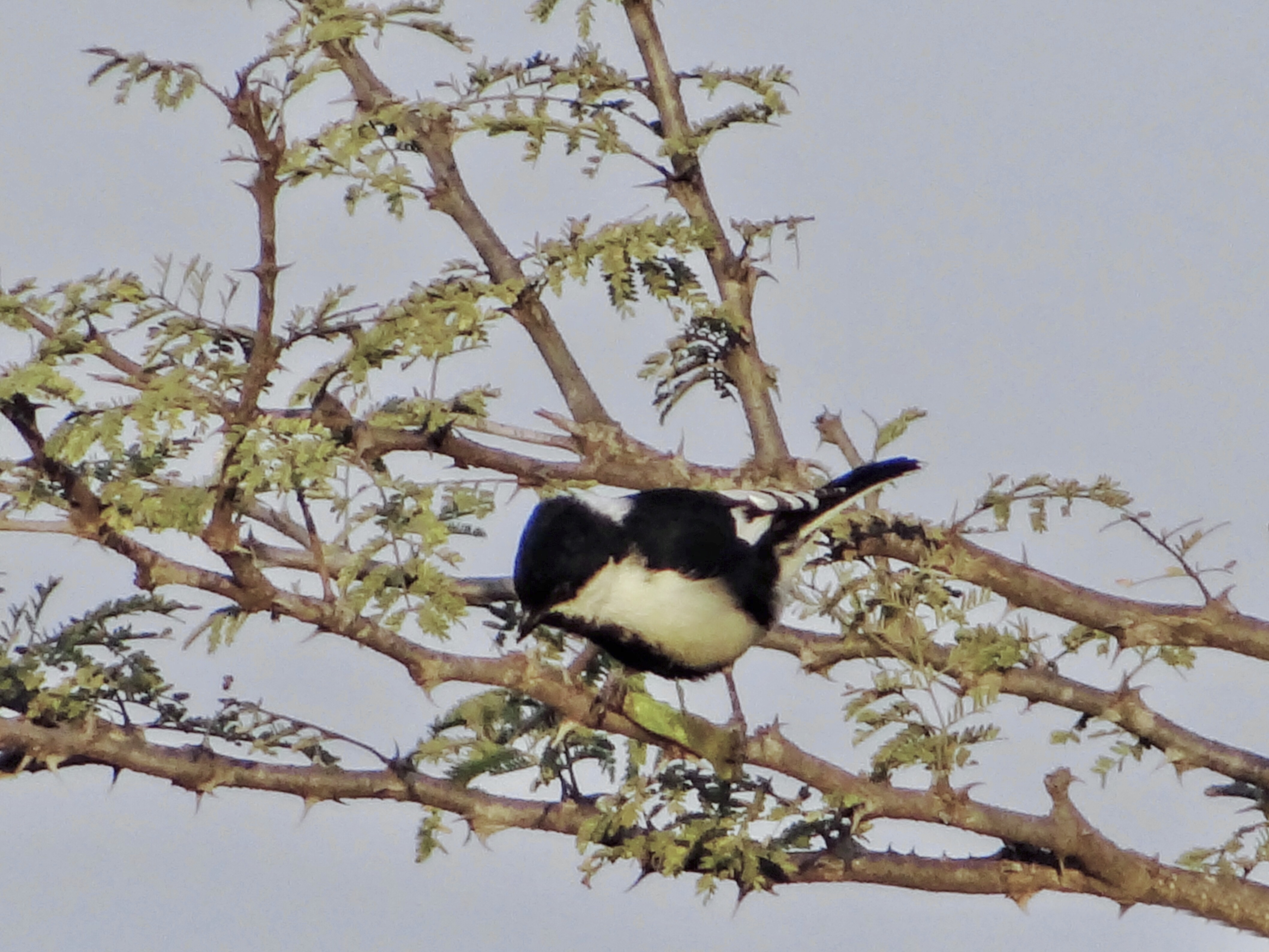
Tiene las partes superiores principalmente negras, con la nuca blanca, y las inferiores blancas con una banda negra atravesándolas de garganta a cola.

El carbonero nuquiblanco es el único carbonero blanco y negro de la India. Esta especie tiene negras las coberteras de las alas, el pileo, la garganta, la parte posterior de los laterales de la cabeza. Sus partes inferiores y flancos son blancos salvo una ancha banda negra que las recorre de garganta al bajo vientre. También son blancas, sus mejillas y corberteras auriculares, además de una mancha en la nuca. Las alas tienen blanco en las primarias exteriores y la base de las secundarias. Las últimas terciarias son totalmente blancas. Las plumas dos exteriores de la cola son blancas, mientras que las siguientes tienen el vexilo blanco y el resto es negro. El blanco de los flancos puede estar manchado de amarillo.

## Distribución y hábitat
Se encuentra diseminado en dos poblacione disjuntas una en el este de la India y la otra en el sur de la India.
Esta especie fue descubierta en los Ghats Orientales cerca de Nellore por T C Jerdon que recibió un espécimen de un cazador local. Se recolectó posteriormente otro en 1863, cerca de Bangalore y durante mucho tiempo la especie no volvió a ser avistada en el sur de la India. A O Hume sugirió que las dos poblaciones podrían representar especies diferentes. La población del sur posteriormente volvió a redescubrirse cuando Sálim Ali recolectó ejemplares en los montes Biligirirangan. La especie se encuentra en el área del cercano valle Kaveri, donde también es encuentra Parus cinereus stupae. La especie también se ha registrado en el distrito de Chittoor de Andhra Pradesh.
El área de distribución en el este de la India es mayor y mejor conocida. Ocupa principalmente algunas zonas del distrito de Kutch y se extiende a partes de Rajastán. Hay registros de Wynaad, el parque nacional Anshi y Dharwad que son considerados dudosos.

## Comportamiento y ecología
Se cree que estos pájaros son escasos y viven en bajas densidades. Son huidizos y se detectan mejor por sus cantos que consisten en llamadas de tipo tii-whi-whi o sii pit-pit-pit-pit. Sin embargo, parece que son muy fieles a sus lugares favoritos. Algunos que descansan en oquedades se ha observado que usan la misma durante más de seis años. Se alimentan de insectos y frutos, como los de Salvadora oleiodes. También pueden consumir néctar de flores como las de Capparis aphylla. Vistan los charcos para beber de vez en cuando. La época de cría en Rajasthán transcurre durante los monzones, de mayo a agosto. El nido es una almohadilla de fibras y pelo situado dentro de la cavidad de un árbol. Suelen elegir los huecos hechos por los pájaros carpinteros y los barbudos caldereros. Es bastante dependiente de los nidos viejos de pájaros carpinteros, especialmente de los de pico mahratta, que usa tanto para anidar como para dormir. Suelen encontrarse los nidos de la especie en árboles viejos de Salvadora persica y Boswellia serrata. Se desconoce el tamaño de la puesta, pero suelen observarse adulos con tres juveniles. Las hembras desarrollan una placa de incubación y no se sabe si los machos incuban. Ambos sexos se encargan del cuidado de los polluelos. Los polluelos son alimentados principalmente con orugas no peludas. Los padres pueden llegar a llevarles alimento incluso hasta las 20:00 por la noche.
En el pasado esta especie sufrió un rápido declive de su población en el pasado reciente. Su hábitat, las zonas de matorral denso de Acacia, ha sido severamente degradado y fragmentado en el este de la India, especialmente por la recolección de ramas viejas, con potenciales huecos para anidar, para hacer leña.
Se ha sugerido la posibilidad de que las poblaciones del este de la India migraran al sur, pero no se han encontrado pruebas al respecto. Ni siquiera se han observado individuos juveniles divagantes de esta procedencia. Los individuos anillados en el este de la India se recapturan en un radio de 5 a 7 km.